# Dietrich Mateschitz
Dietrich Mateschitz (Sankt Marein im Mürztal, 20 mei 1944 – Sankt Wolfgang im Salzkammergut, 22 oktober 2022) was een Oostenrijkse ondernemer en miljardair. Hij was de medeoprichter van energiedrankproducent Red Bull.

## Achtergrond
Mateschitz studeerde in 1972 af aan de Wirtschaftsuniversität Wien met een marketingdiploma. Hij werkte na zijn studie voor Unilever voordat hij overstapte naar Blendax, een Duits cosmeticabedrijf dat eigendom is van Procter & Gamble.
In 1984 richtte Mateschitz Red Bull GmbH op samen met Chaleo Yoovidhya. Yoovidhya is de oorspronkelijke bedenker van energiedrank Krating Daeng wat letterlijk vertaald "Rode Stier" of "Red Bull" betekent. Mateschitz bezat tot zijn overlijden 49% van de aandelen in Red Bull GmbH, de resterende 51% van de Red Bull-aandelen is in handen van de Thaise Yoovidhya-familie. Zijn vermogen werd geschat op ruim twintig miljard euro.

## Sport
Mateschitz richtte een eigen productie- en mediahuis op om sportevenementen te verslaan. Bijvoorbeeld in 2012 zonden ze op YouTube het Red Bull Stratos project uit waarbij Felix Baumgartner skydivede op 39 kilometer hoogte.
Hij sponsorde vaak kleinere, minder bekende sporten zoals triatlon mixed relay, surfen, skateboarden of muurklimmen, waardoor ze meer media-aandacht kregen, ook in de klassieke media.

### Formule 1
In 2005 investeerde Mateschitz in de autosport met zijn bedrijf Red Bull door het Britse Jaguar-Formule 1-team te kopen. Eerder in de jaren 90 was hij met Red Bull al sponsor bij Sauber. Het Red Bull Racing-team won de wereldtitel in totaal zesmaal bij de constructeurs, en achtmaal bij de coureurs: van 2010 tot en met 2013 viermaal met coureur Sebastian Vettel en van 2021 tot en met 2024 viermaal met coureur Max Verstappen.

### Voetbal
In 2005 kocht Mateschitz de Oostenrijkse eersteklasser Austria Salzburg en startte in 2009 een Duitse voetbalploeg op in Leipzig dat met vijf promoties in zeven jaar naar de Bundesliga steeg in 2016. Dankzij de investeringen van zijn bedrijf werden Red Bull Salzburg en RB Leipzig Europese subtoppers.

## Privéleven
Mateschitz bezat het eiland Laucala, bij Fiji, dat hij kocht van de familie Forbes voor £7 miljoen.
Hij leed aan alvleesklierkanker en overleed na een lang ziekbed op 22 oktober 2022 op 78-jarige leeftijd.
- Gemeinsame Normdatei: 135619653
- International Standard Name Identifier: 0000 0001 2027 4162
- Library of Congress Control Number: n2021014775
- Nationale Bibliotheek van Tsjechië: vse2011642146
- Nationale Bibliotheek van Polen: a0000002900645
- Virtual International Authority File: 65226936